# 4 contro Z
4 contro Z (4 gegen Z) è una serie televisiva girata a Lubecca in Germania.

## Trama
Dopo la morte della zia Edda Sorensen, i quattro nipoti (Otti Sorensen, Pinkas Sorensen, Karol "Karo" Lehnhoff e Leonnie "Leo" Lehnhoff) vanno ad abitare nella villa in campagna di Lubecca. Così comincia la battaglia contro Zanrelot.

## Personaggi e attori
- Hedda Sorensen: Eva-Maria Hagen
- Sascha Sörensen: Siegfried Terpoorten
- Julia Lehnhoff: Karoline Eichhorn
- Karo: Jessica Rusch
- Leonnie: Carolyn McGregor
- Otti: Jonas Friedebom
- Pinkas: Kevin Stevan
- Zanrelot: Udo Kier
- Matreus: Andreas Pietschmann